# پشت برج سفید
پشت برج سفید یک مجموعه تلویزیونی کره جنوبی محصول ۲۰۰۷ است که از شبکه MBC پخش شد.

## خلاصه داستان
پشت برج سفید داستان زندگی تعدادی پزشک است که در بیمارستانی وابسته به دانشگاه کار می‌کنند، پروفسور جنگ جون پزشک جوان و بسیار حاذقی است که وارد بخش جراحی شده و در جراحی‌هایش بسیار دقیق است تا جاییکه به علت کثرت بیمارانش خبر در مطبوعات پیچیده‌است وچندین صفحه از یک مجله معروف غیر پزشکی به جراحی‌های بی نظیر وی اختصاص داده شده‌است، پروفسور لی جو به پروفسور جوان حسادت می‌نماید.
دکتر جوان چون‌هایوک جان یکی از مستعدترین دانشجویان پروفسور لی بوده و گوی سبقت را از همهٔ رقبا و حتی استاد خود می‌رباید. چون‌هایوک جان با جراحی‌های فوق‌العاده خود شهرت بسیار برای خود دست و پا می‌کند و بدون اجازهٔ استادش پروفسور لی به مصاحبه با مجلات و بازار گرمی می‌پردازد. وی سعی می‌کند با تحقیر کردن پروفسور لی جانشین او در بیمارستان شود و با کمک‌های پدرزنش سعی دارد به شهرت دست پیدا کند. وی بدون توجه به حرف‌های دیگران و بدون در نظر گرفتن سلامتی بیماران سعی دارد نظریات خود را به اثبات برساند. در این بین همسران و فرزندان دکترهای بیمارستان مانند هر سال انجمنی برای خود تشکیل می‌دهند که اینبار همسر دکتر جانگ عنوان مدیر انجمن و دست راستی رئیس را کسب می‌کند.

## جوایز و نامزدها
| سال  | جایزه                           | مقام                                       | دریافت‌کننده   | نتیجه    |
| ---- | ------------------------------- | ------------------------------------------ | ------------- | -------- |
| 2007 | 43rd جایزه هنری پاکسانگ         | Best TV Drama                              | White Tower   | نامزدشده |
| 2007 | 43rd جایزه هنری پاکسانگ         | Best Director (TV)                         | Ahn Pan-seok  | برنده    |
| 2007 | 43rd جایزه هنری پاکسانگ         | Best Actor (TV)                            | کیم میونگ-مین | برنده    |
| 2007 | 43rd جایزه هنری پاکسانگ         | Best New Actor (TV)                        | لی سون کیون   | نامزدشده |
| 2007 | 20th Grimae Awards              | Best Actor                                 | کیم میونگ-مین | برنده    |
| 2007 | MBC Drama Awards                | Top Excellence Award, Actor                | کیم میونگ-مین | برنده    |
| 2007 | MBC Drama Awards                | Golden Acting Award, Actor in a Miniseries | لی سون کیون   | برنده    |
| 2007 | MBC Drama Awards                | PD Award                                   | کیم چانگ وان  | برنده    |
| 2007 | MBC Drama Awards                | Popularity Award, Actor                    | کیم میونگ-مین | نامزدشده |
| 2007 | MBC Drama Awards                | Viewer's Favorite Drama of the Year        | White Tower   | نامزدشده |
| 2008 | 20th Producer's Awards of Korea | Best Performer                             | کیم میونگ-مین | برنده    |